# Rathaus Gräfelfing
Das Rathaus von Gräfelfing, einer Gemeinde im oberbayerischen Landkreis München, wurde 1967 nach Plänen von Werner Böninger und Peter Biedermann errichtet. Der Baustil ist Brutalismus.

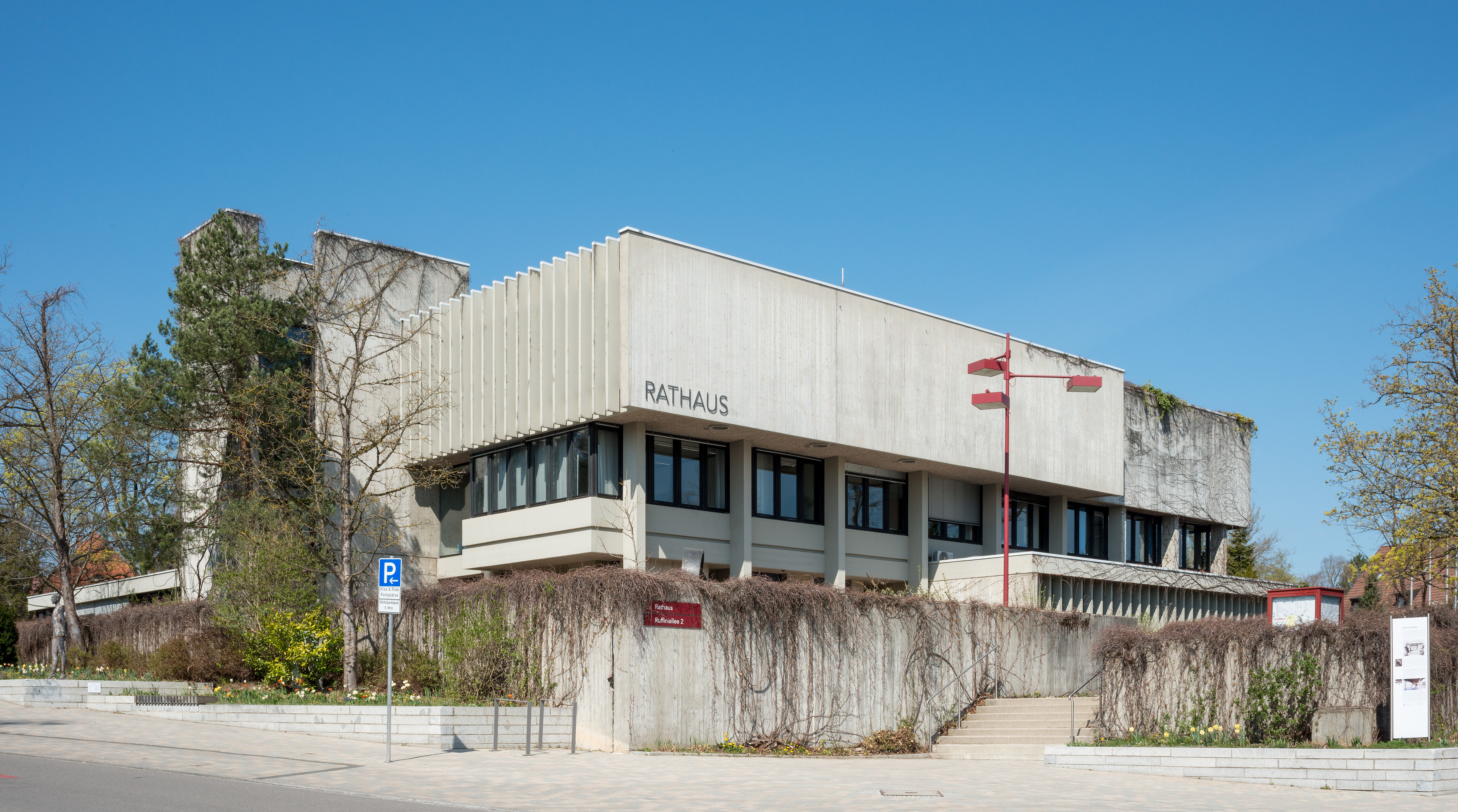
Süd-Ost Ansicht des Rathauses in Gräfelfing

## Baugeschichte & Architektur
Das kubische Rathaus befindet sich westlich zur S-Bahn Strecke an der Ruffiniallee 2. Das dreigeschossige Bauwerk mit zwei aufgeständerten und durchfensterten Geschossen und einem geschlossenen obersten Geschoss wurde zwischen 1966 und 1967 erbaut. Seitlich befindet sich ein überhöhter Treppenturm und nach Osten hin ein erdgeschossiger flacher Vorbau. An der Rückseite steht ein erdgeschossiger Nebenbau. Die vorgelagerte Terrassen sind mit Mauern und Treppen gefasst. 1969 wurde das Bauwerk mit dem BDA Preis Bayern ausgezeichnet.
Rupprecht Biedermann, Sohn des damaligen Architekten Peter Biedermann, saniert seit 2021 das Denkmal.

## Denkmalschutz
Das Rathaus Gräfelfing und der vorgelagerte Terrassengarten stehen seit 2020 unter Denkmalschutz und sind unter der Aktennummer D-1-84-120-51 in der Denkmalliste des Bayerischen Landesamtes für Denkmalpflege erfasst. 
Siehe auch Liste der Baudenkmäler in Gräfelfing.